# الانشطار الثلاثي

إنتاجية ناتج الانشطار حسب الكتلة للانشطار النيوتروني الحراري لليورانيوم 235، والبلوتونيوم 239، وهو مزيج من النوعين النموذجيين من مفاعلات الطاقة النووية الحالية، واليورانيوم 233 المستخدم في دورة الثوريوم

الانشطار الثلاثي- هو نوع نادر نسبيًا (0.2 إلى 0.4% من الانشطارات) من الانشطار النووي حيث يُنتج من خلاله ثلاثة منتجات مشحونة بدلاً من اثنين. وكما هو الحال في عمليات الانشطار النووي الأخرى، يُنتج جسيمات أخرى غير مشحونة في عملية الانشطار الثلاثي، والتي منها: النيوترونات المتعددة، وأشعة غاما.
والانشطار الثلاثي يمكن أن يحدث أثناء الانشطار الناجم عن النيوترون، أو في الانشطار التلقائي (نوع من الاضمحلال الإشعاعي). ونسبة حدوث الانشطار الثلاثي أكثر بـــ 25% في الانشطار التلقائي مقارنة بالانشطار الثلاثي الناجم عن النيوترون، مما يوضح أن هذه العمليات تظل مختلفة فيزيائيًا بشكل ضئيل، حتى بعد امتصاص النيوترون، وربما يعود ذلك للطاقة الإضافية الموجودة في نظام التفاعل النووي للانشطار الحراري الناجم عن النيوترونات.

## منتجات الانشطار
يعد الانشطار الثنائي بمثابة العملية الانشطارية النووية الأكثر شيوعًا.وتنتج هذه العملية ناتجين انشطاريين غير متماثلين مشحونين مع أقصى احتمالية لشحن الناتج عند 95±15 و135±15الكتلة الذرية. ومع ذلك، ففي مثل هذا الانشطار التقليدي للنوى الكبيرة، تحدث عملية الانشطار الثنائي فقط؛ لأنها الأكثر احتمالاً من حيث الطاقة.
وما بين 2 إلى 4 انشطارات لكل 1000 في المفاعل النووي، تنتج عملية الانشطار الثلاثي، ثلاث شظايا مشحونة إيجابيًا (بالإضافة إلى إنتاج النيوترونات، والتي ليست مشحونة، ولا يتم احتسابها ضمن هذا الحساب). وأصغر المنتجات المشحونة يمكن أن تتراوح من شحنة صغيرة جدًا وكتلة مثل: بروتون واحد (Z = 1)، إلى جزء كبير مثل: نواة الأرغون (Z = 18).

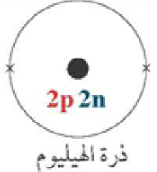

وعلى الرغم من أنه من الممكن إنتاج جسيمات كبيرة مثل: نوى الأرجون باعتبارها المنتج المشحون الأصغر (الثالث) في الانشطار الثلاثي المعتاد، إلا أن أكثر الشظايا الصغيرة شيوعًا من الانشطار الثلاثي تتمثل في نوى الهيليوم 4، والتي تشكل حوالي 90% من منتجات الشظايا الصغيرة. ويرتبط هذا المعدل المرتفع باستقرار (طاقة الارتباط العالية) لجسيم ألفا، مما يجعل المزيد من الطاقة متاحة للتفاعل. أما عن الجسيمات الثانية الأكثر شيوعًا والناتجة عن الانشطار الثلاثي فتتمثل في التريتونات (نوى التريتيوم )، والتي تشكل 7% من إجمالي الشظايا الصغيرة، وأخيرًا فيما يتعلق بالجسيمات الثالثة، فهي متمثلة في نوى الهيليوم-6 (والتي تتحلل في حوالي 0.8 ثانية إلى ليثيوم-6). أما البروتونات والنوى الأكبر حجمًا فإنها تشكل جزءًا صغيرًا (< 2%) من بقية المنتجات المشحونة الصغيرة. والجسيمان المشحونان الأكبر حجمًا والناتجان من الانشطار الثلاثي، وخاصةً عندما يتم إنتاج ألفا، متشابهان تمامًا في توزيع الحجم مع الجسيمات الناتجة في الانشطار الثنائي.

## طاقات المنتج

تتراوح طاقة المنتج الثالث الأصغر حجمًا عادةً ما بين 10 و20 ميجا إلكترون فولت. وتمشيا مع مصدره، فإن جسيمات ألفا المنتجة بواسطة الانشطار الثلاثي عادة ما يكون لها متوسط طاقات حوالي ~ 16 ميجا إلكترون فولت (وطاقات بهذا القدر لا يمكن رؤيتها أبدًا في اضمحلال ألفا). ونظرًا لأن هذه الجسيمات عادةً ما تحتوي على طاقة أكبر بكثير من جسيمات ألفا التي تبلغ طاقتها حوالي 5 ميجا إلكترون فولت من اضمحلال ألفا ، لذلك فإنها تسمى" جسيمات ألفا طويلة المدى" (وذلك في إشارة إلى مداها الأطول في الهواء، أو في الوسائط الأخرى).
وتحمل الشظيتان الأكبر الأخرى، في طاقاتهما الحركية، ما تبقى من طاقة الحركة الانشطارية (والتي عادة ما يبلغ مجموعها حوالي 170 ميجا إلكترون فولت في انشطار العناصر الثقيلة)، والتي لا تظهر في شكل طاقة حركية تتراوح ما بين 10 إلى 20 ميجا إلكترون فولت يحملها المنتج الثالث الأصغر. وبناءً على ذلك، فإن الشظايا الأكبر الناتجة عن الانشطار الثلاثي تكون أقل طاقة، بحوالي 5 إلى 10 ميجا إلكترون فولت، مما هي عليه في عملية الانشطار الثنائي.

## الأهمية
وعلى الرغم من أن عملية الانشطار الثلاثي أقل شيوعًا من عملية الانشطار الثنائي، إلا أنها لا تزال تنتج كمية كبيرة من غاز الهيليوم 4، وغاز التريتيوم في قضبان الوقود في المفاعلات النووية الحديثة. وقد تم اكتشاف هذه الظاهرة لأول مرة في عام 1957م، في محيط مختبر نهر سافانا الوطني .

## الانشطار الثلاثي الحقيقي
وهناك نوع نادر جدًا من عملية الانشطار الثلاثي يسمى أحيانًا بـــــ"الانشطار الثلاثي الحقيقي". والذي تنتج من خلاله ثلاث شظايا مشحونة متساوية الحجم تقريبًا (Z ~ 30)، ولكن مثل هذه العملية الانشطارية تحدث فقط بنسبة 1 من كل 100 مليون انشطار. وفي هذا النوع من الانشطار، تقوم نواة المنتج بتقسيم طاقة الانشطار إلى ثلاثة أجزاء متساوية تقريبًا، ولها طاقات حركية تصل إلى 60 ميغا إلكترون فولت. لم تتم ملاحظة الانشطار الثلاثي الحقيقي حتى الآن إلا في النوى التي تقصفها أيونات ثقيلة وعالية الطاقة.

## الانشطار الرباعي
هناك عملية نادرة أخري من الانشطار، والتي يمكن أن تحدث بنسبة 1: 10000000 انشطار، وهي ما يسمى بعملية الانشطار الرباعي. وهي متشابهة مع عملية الانشطار الثلاثي، غير أنه في الانشطار الرباعي يتم رؤية أربعة منتجات مشحونة. عادةً ما يكون اثنان من هذه الجسيمات خفيفة، ويبدو أن النمط الأكثر شيوعًا للانشطار الرباعي يتمثل في وجود جسيمين كبيرين وجسيمين ألفا (بدلاً من جسيم ألفا واحد، وهو النمط الأكثر شيوعًا للانشطار الثلاثي).